# Martina Batič
Martina Batič, slovenska dirigentka, * 13. september 1978, Šempeter pri Gorici.

## Življenjepis
Leta 2002 je diplomirala na Glasbeni akademiji v Ljubljani, študij pa je nato nadaljevala v Münchnu, kjer je leta 2004 na tamkajšnji akademiji za glasbo in gledališče z odliko diplomirala iz zborovskega dirigentstva. Naslednjih nekaj let se je izpopolnjevala pri mnogih znanih zborovskih dirigentih, med katerimi je bil tudi sloviti Eric Ericson.
Med leti 2004 in 2009 je bila glavna dirigentka zbora SNG Opera in balet Ljubljana, v sezoni 2012/2013 je vodila zbor Slovenske filharmonije , osem let pa je bila tudi pomočnica direktorja za zbor pri Slovenski filharmoniji.
V svoji karieri je poleg naštetih zborov vodila tudi Komorni zbor RIAS v Berlinu, Zbor Srednjenemškega radia iz Leipziga, Zborom Švedskega radia in Mešani pevski zbor francoskega nacionalnega radia, katerega direktorica je od septembra 2018.
Leta 2022 je bila izbrana za vodjo nacionalnega danskega zbora Danish National Vocal Ensemble, ki deluje pod dansko nacionalno televizijo. Avgusta 2023 bo na dirigentskem mestu nasledila Marcusa Creeda.

## Nagrade
- Nagrada Prešernovega sklada 2019
- Nagrada Erica Ericsona 2006